# Bando de Mulagua
El bando de Mulagua fue una de las cuatro demarcaciones territoriales identificándose estos territorios con los grandes valles, en las que los aborígenes gomeros dividían la isla de La Gomera (Canarias, España) cuando llegaron los conquistadores castellanos a finales del siglo XV. A diferencia de otras islas, no existía ninguna superestructura por encima de estas unidades.

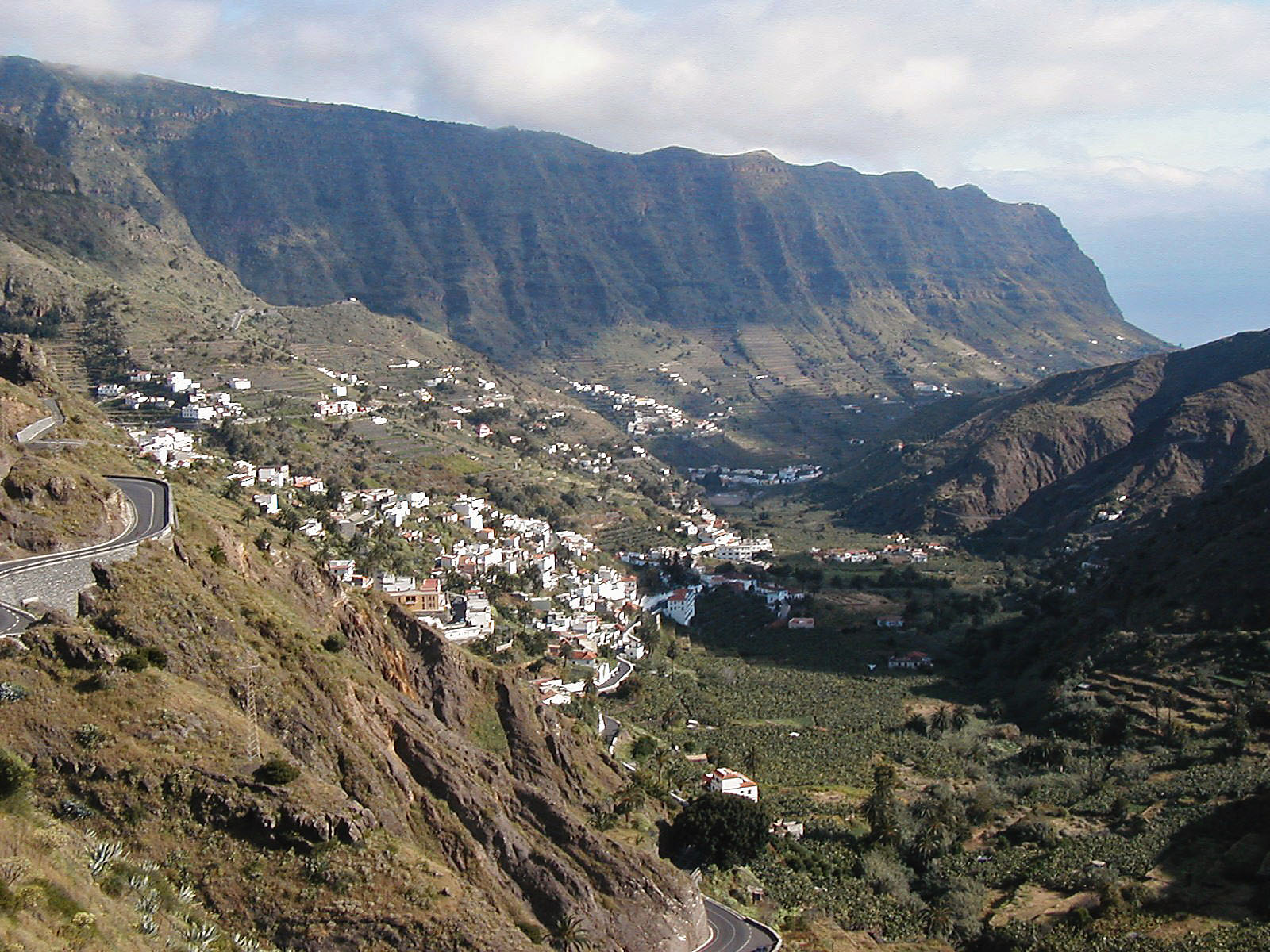
Vista del valle de Hermigua.

Durante esta etapa de la conquista castellana, se integró al señorío de los Peraza-Herrera la isla de La Gomera, que no fue literalmente conquistada militarmente sino incorporada mediante acuerdo de Hernán Peraza “el Viejo” con algunos de los bandos aborígenes insulares que aceptaron la autoridad del castellano. El dominio de la isla, no obstante, no estuvo exento de revueltas fruto de las arbitrariedades de los señores de la isla con los gomeros.
Se calcula que en la conquista, la población total de las isla era de 2000 o 4200 gomeros. En la isla de La Gomera sobrevivió mayor población prehispánica, siendo minoritaria la repoblación europea (portuguesa y castellana principalmente)[cita requerida].
El cantón de Mulagua. Se extendía por los modernos municipios de Hermigua y Agulo.
Chimboyo fue un rey o miembro de la nobleza de Mulagua o del bando de Agana.

## Economía y subsistencia
En la época prehispánica, los gomeros se dedicaban fundamentalmente a la ganadería y pastoreo, dejando a la agricultura en un plano muy secundario. Había cuatro especies domésticas: la cabra, la oveja, el cerdo y el perro. La recolección vegetal, animal y mineral, terrestre y marinera era una actividad suministradora de una parte considerable de la dieta alimenticia y de materias primas para las actividades artesanales. 
Extraían de la savia de la palma canaria Phoenix canariensis para producir la miel de palma, y con los cereales elaboraban el gofio.